# Карабутинський сільський округ
Карабути́нський сільський округ (каз. Қарабұта ауылдық округі, рос. Карабутинский сельский округ) — адміністративна одиниця у складі Маканчинського району Абайської області Казахстану. Адміністративний центр та єдиний населений пункт — село Карабута.
Населення — 1035 осіб (2021; 1615 у 2009, 1697 у 1999, 2539 у 1989).
Станом на 1989 рік існувала Карабутинська сільська рада (села Карабута, Лайськ, Мукур).

## Склад
До складу округу входять такі населені пункти:
| Населений пункт | Старі назви | Населення, осіб (1989) | Населення, осіб (1999) | Населення, осіб (2009) | Населення, осіб (2021) |
| --------------- | ----------- | ---------------------- | ---------------------- | ---------------------- | ---------------------- |
| Карабута, село  | -           | 2492                   | 1697                   | 1615                   | 1035                   |
| Лайськ, село    | -           | 13                     | -                      | -                      | -                      |
| Мукур, село     | -           | 34                     | -                      | -                      | -                      |